# Nicolae Gudea
Nicolae Gudea (n. 17 octombrie 1941, Deva, Hunedoara, România – d. 5 iulie 2019, Zalău, Sălaj, România) a fost un arheolog român, profesor universitar, specialist în arheologia Daciei Romane.

## Biografie
A urmat studiile secundare la Zalău, iar cele universitare la Universitatea Babeș-Bolyai din Cluj (1968). A fost cercetător la Institutul de Istorie și Arheologie din Cluj, fiind și membru al Societății de Studii Clasice. Cariera sa de arheolog și numismat s-a făcut cunoscută datorită numeroaselor studii dedicate Daciei romane. Astfel, Der Dakische Limes. Materialen zu seiner Geschichte (Mainz, 1997) este o lucrare cu importante contribuții pentru castrele romane din Dacia. Totodată, de numele lui se leagă și dezvoltarea siturilor arheologice de la Porolissum, Bologa, Buciumi, Feldioara, Râșnov, Gornea, Inlăceni, Brețcu, Mehadia și Dierna. În 2003 el a fost numit cetățean de onoare al municipiului Zalău.

## Scrieri
- Dacia. Eine römische Provinz zwischen Karpaten und Schwarzem Meer, Darmstadt, 2006.